# Liste der Zuflüsse der Fils
Liste der Zuflüsse der Fils

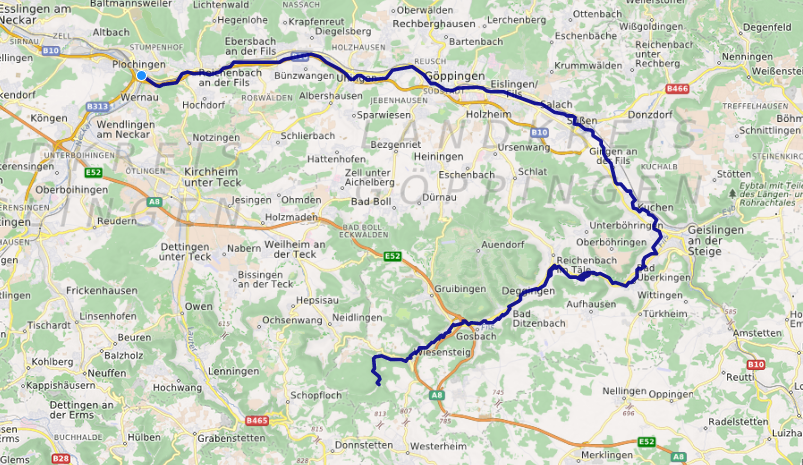
Verlauf der Fils (interaktive Karte)

Die Fils ist ein ab dem Filsursprung bis zur Mündung etwa 63 km langer Fluss in den baden-württembergischen Landkreisen Göppingen und zuletzt auch Esslingen mit einem Einzugsgebiet von etwa 707 km². Die Fils entspringt in der Schwäbischen Alb hinter einer von ihrem Oberlauf vom restlichen Mittelgebirge abgetrennten Bergkette am Albtrauf und läuft zunächst etwa ostnordöstlich bis nach Geislingen an der Steige; dort kehrt sie sich in einem markanten Flussknie nach links auf Nordnordwestlauf, verlässt so die Alb in ihr Vorland hinaus und fließt dort dann immer westlicher bis Plochingen, wo sie schließlich westwärts und von rechts ins dortige Neckarknie einmündet.
Ihre Zuflüsse im Bereich der Alb entspringen oft den landschaftstypisch spärlichen, aber schüttungsreichen Karstquellen; ihr Läufe sind im Vergleich zu den ihr im Vorland zumündenden Bächen meist kürzer.

## Tabelle der großen Zuflüsse
Tabelle der nach Länge oder Einzugsgebiet 10 größten direkten Zuflüsse.
Nachweise bei bestehendem Zuflussartikel in diesem, sonst in der folgenden umfassenderen → Liste der Zuflüsse.
| Stat. [km] | GKZ     | Name                    | Lage   | Länge [km] | EZG [km²] | Mündung                            | Mündungshöhe [m ü. NHN] | Bemerkungen                                       |
| ---------- | ------- | ----------------------- | ------ | ---------- | --------- | ---------------------------------- | ----------------------- | ------------------------------------------------- |
| 53,8       | 2382-12 | Hollbach oder Hohlbach  | links  | 07,4       | 020,2     | zwischen Mühlhausen und Ditzenbach | 530                     | Strang Erlenbach → Hollbach                       |
| 36,3       | 2382-20 | Eyb                     | rechts | 12,8       | 116,5     | Geislingen an der Steige, Nordrand | 410                     | mündet in die Fils-Kehre                          |
| 28,5       | 2382-40 | Lauter                  | rechts | 16,3       | 068,4     | Süßen, Ostrand                     | 364                     |                                                   |
| 22,3       | 2382-54 | Krumm                   | rechts | 12,6       | 029,7     | Eislingen/Fils West                | 329                     |                                                   |
| 22,1       | 2382-56 | Weilerbach              | links  | 09,5       | 018,2     | Eislingen West                     | 328                     |                                                   |
| 20,6       | 2382-58 | Heubach                 | links  | 11,0       | 021,1     | Göppingen                          | 315                     | Strang Eckbach → Heubach                          |
| 16,5       | 2382-60 | Marbach                 | rechts | 13,2       | 058,6     | Göppingen-Faurndau                 | 303                     |                                                   |
| 15,3       | 2382-72 | Pfuhlbach oder Heimbach | links  | 12,6       | 029,0     | Uhingen Ost                        | 298                     | Strang Heimbach → Pfuhlbach                       |
| 12,8       | 2382-74 | Butzbach                | links  | 16,5       | 029,2     | Uhingen West                       | 286                     | Strang Teufelsklingenbach → Pliensbach → Butzbach |
| 11,0       | 2382-80 | Nassach                 | rechts | 09,2       | 025,4     | Uhingen, Westrand                  | 281                     | Strang Herrenbach → Nassach                       |
| 02,6       | 2382-98 | Talbach                 | links  | 11,6       | 026,5     | Reichenbach an der Fils            | 254                     | Strang Schlierbach → Köhlerbach → Talbach         |

## Liste der Zuflüsse
Die folgende Tabelle enthält die meisten Zuflüsse der Fils.
Mit der Stationierung (Stat.) des Zuflusses, dessen Gewässerkennzahl, der Zuflussseite, seiner Länge, der Fläche des von ihm beigetragenen Teileinzugsgebiets (EZG), dem Mündungsort und der Mündungshöhe sowie dem Quellort und der Quellhöhe. Andere Quellen für die Angaben sind jeweils vermerkt.
Zur besseren Lesbarkeit wurde in die Gewässerkennzahl hinter dem allen Zuflüssen gemeinsamen Präfix, das die Gewässerkennzahl der Fils selbst ist, ein Trenner (-) eingefügt. Zum Vergleich wurde auch die Fils selbst farblich unterlegt mit aufgenommen.
Zuflusslänge grundsätzlich mit der Oberlauffolge auf dem Hauptstrang, auch wo dieser anders heißen mag.
Mühlgräben und andere abgehende und wieder zurücklaufende Nebenzweige wurden nicht berücksichtigt. Im Falle ein Zufluss in einen solchen mündet, wurde die genannte Stationierung durch Überpausung auf den Hauptlauf bestimmt.
| Stat. [km] | GKZ         | Name                         | Lage     | Länge [km] | EZG [km²] | Mündung                                                     | Mündungshöhe [m ü. NHN] | Quelle                                                       | Quellhöhe [m ü. NHN] | Bemerkungen                                             |
| ---------- | ----------- | ---------------------------- | -------- | ---------- | --------- | ----------------------------------------------------------- | ----------------------- | ------------------------------------------------------------ | -------------------- | ------------------------------------------------------- |
| ≈ 62.556   | 2382-11112  | (Oberlauf im Hasental)       | oberhalb | 01,1       | ≈ 011,7   | Wiesensteig-Papiermühle, S, Filsursprung                    | ≈ 624,9                 | Wiesensteig-Papiermühle, SW, Hasental                        | ≈ 645,0              | [ LUBW 6 ] [ LUBW 5 ]                                   |
| ≈ 61.551   | 2382-11114  | (Quellablauf Hasenquelle)    | links    | 00,1       | ≈ 000,2   | Wiesensteig-Papiermühle, S, Hasental                        | ≈ 614,0                 | Wiesensteig-Papiermühle, S, Hasental                         | ≈ 630,0              | mehrere Quellen                                         |
| ≈ 60.678   | 2382-11120  | Autalbach                    | links    | 01,0       | ≈ 001,9   | Wiesensteig-Papiermühle, N                                  | ≈ 601,4                 | Wiesensteig-Ziegelhof                                        | ≈ 700,0              | [ LUBW 6 ] [ LUBW 5 ]                                   |
| ≈ 59.315   | 2382-11140  | (Quellabfluss Wolfsklinge)   | rechts   | 00,2       | ≈ 000,1   | Wiesensteig, vor Straße Schwedengraben                      | ≈ 590,0                 | Wiesensteig, Wolfsklinge                                     | ≈ 630,0              |                                                         |
| ≈ 58.794   | 2382-11200  | Gießbach                     | rechts   | 01,0       | ≈ 001,6   | Wiesensteig, Gießbachstraße                                 | ≈ 585,0                 | Wiesensteig-Lämmerbuckel, NNW in Klinge                      | ≈ 690,0              | passiert Jakobsbrunnen                                  |
| ≈ 57.531   | 2382-11420  | Schönbach                    | links    | 02,8       | ≈ 005,0   | Wiesensteig, Filsbrücke des Schöntalwegs                    | ≈ 575,0                 | Wiesensteig-Bläsiberg, N, Klingenwaldhang Regenbogen         | ≈ 650,0              | mündet in Seitenarm                                     |
| ≈ 56.930   | 2382-11912  | Todsburger Bach              | rechts   | 00,4       | ≈ 000,5   | Mühlhausen im Täle-Tod(t?)sburg,                            | ≈ 558,0                 | Mühlhausen-Tod(t?)sburg, S, an A 8                           | ≈ 615,0              | [ LUBW 7 ]                                              |
| ≈ 55.855   | 2382-119132 | Buchbächle                   | links    | 00,4       | ≈ 000,6   | Mühlhausen, Ortsanfang                                      | ≈ 550,0                 | Mühlhausen, westlich                                         | ≈ 597,0              | kreuzt einen Mühlkanal                                  |
| ≈ 54.402   | 2382-11920  | Eselbächle                   | rechts   | 01,0       | ≈ 000,7   | Mühlhausen, bei Exenmühle                                   | ≈ 535,0                 | Mühlhausen, SW am Waldrand                                   | ≈ 615,0              | [ LUBW 7 ]                                              |
| ≈ 53.826   | 2382-12000  | Hollbach, auch Hohlbach      | links    | 07,4       | ≈ 020,2   | Bad Ditzenbach-Gosbach, W, zwischen den Filsbrücken der A 8 | ≈ 530,0                 | Gruibingen, S Boßler beim Wolfsbühlhaus                      | ≈ 705,0              | Hauptstrang-Oberlauf Erlenbach                          |
| ≈ 52.719   | 2382-13200  | Gos                          | rechts   | 04,0       | ≈ 019,2   | Bad Ditzenbach-Gosbach                                      | ≈ 520,0                 | Drackenstein-Unterdrackenstein, W, Impferloch                | ≈ 660,0              | Oberlauf Impferlochbach                                 |
| ≈ 051.872  | 2382-21392  | Mittelwiesengraben           | rechts   | 00,4       | ≈ 000,3   | nach Gosbach                                                | ≈ 510,0                 | Gewann Espan von Gosbach                                     | ≈ 541                |                                                         |
| ≈ 051.587  | 2382-21394  | Schlossbergbächle            | rechts   | 00,7       | ≈ 000,7   | vor Bad Ditzenbach                                          | ≈ 505,0                 | Hiltental südlich von Bad Ditzenbach                         | ≈ 552                |                                                         |
| ≈ 50.855   | 2382-14000  | Hartel                       | links    | 05,9       | ≈ 010,3   | Bad Ditzenbach                                              | ≈ 505,0                 | Bad Ditzenbach-Auendorf, NW                                  | ≈ 620,0              | Hauptstrang-Oberlauf Wettenbach                         |
| ≈ 50.566   | 2382-15200  | Ditz                         | rechts   | 02,0       | ≈ 010,0   | Bad Ditzenbach                                              | ≈ 503,0                 | Bad Ditzenbach, S, am Ofen                                   | ≈ 635,4              | [ LUBW 6 ]                                              |
| ≈ 49.056   | 2382-15400  | Schinderbach (Krettenbach)   | links    | 02,9       | ≈ 004,4   | Deggingen, Westrand                                         | ≈ 490,0                 | Deggingen, oberes Dürrental                                  | ≈ 587,0              |                                                         |
| ≈ 48.176   | 2382-15520  | Sennenbach                   | rechts   | 00,8       | ≈ 001,3   | Deggingen, Mühlstrasse – Canisiusweg                        | ≈ 484,0                 | Deggingen, SO unter Burgruine Berneck                        | ≈ 600,0              |                                                         |
| ≈ 47.791   | 2382-15600  | Schüttebach                  | rechts   | 01,2       | ≈ 001,8   | Deggingen, nahe Mühlstrasse – Ulrich-Schweizer-Str.         | ≈ 480,0                 | Deggingen, SO unter Burgruine Berneck                        | ≈ 590,0              |                                                         |
| ≈ 47,554   | 2382-15800  | Klingelgraben                | links    | 00,7       | ≈ 000,5   | Deggingen, Filsbrücke unterhalb Jahnstraße                  | ≈ 479,0                 | Deggingen, untere Waldgrenze am Sommerberg.Hang              | ≈ 555,0              |                                                         |
| ≈ 46.469   | 2382-15922  | Fischbach                    | links    | 05,2       | ≈ 008,0   | Deggingen, Pulvermühle                                      | ≈ 472,0                 | Deffingen, SSO Fuchseck                                      | ≈ 633,0              | mündet in Seitenarm                                     |
| ≈ 45.316   | 2382-15992  | Greutbrunnenbach             | rechts   | 00,3       | ≈ 000,1   | Bad Überkingen-Hausen an der Fils, W                        | ≈ 462,0                 | Bad Überkingen-Hausen, SW, Hangwald Greut                    | ≈ 510,0              | [ LUBW 7 ]                                              |
| ≈ 44.936   | 2382-15994  | Schadbrunnenbach             | rechts   | 00,7       | ≈ 000,3   | Bad Überkingen-Hausen, W, nach Kanalabgang                  | ≈ 461,0                 | Bad Überkingen-Hause, S, Wurmhalde                           | ≈ 610,0              |                                                         |
| ≈ 44.020   | 2382-16200  | Rohrbach                     | links    | 05,2       | ≈ 008,4   | Bad Überkingen-Hausen                                       | ≈ 454,0                 | Bad Überkingen, N-Fuß Dalisberg                              | ≈ 592,0              | Hauptstrang-Oberlauf Talbach; mündet in Seitenarm       |
| ≈ 42.040   | 2382-17220  | Autalbach                    | rechts   | 01,8       | ≈ 003,9   | Bad Überkingen, W                                           | ≈ 443,0                 | Geislingen an der Steige-Aufhausen, N, an Kläranlage         | ≈ 700,0              | mündet in Seitenarm                                     |
| ≈ 41.233   | 2382-18000  | Rötelbach                    | rechts   | 01,9       | ≈ 003,8   | Bad Überkingen                                              | ≈ 440,0                 | Bad Überkingen, O unter Ruine der Burg Bühringen             | ≈ 635,0              |                                                         |
| ≈ 40.473   | 2382-19200  | (Klingen- und Hangbach)      | links    | 00,8       | ≈ 000,9   | Bad Überkingen, Nordrand                                    | ≈ 434,0                 | Bad Überkingen, Osthang des Schotten                         | ≈ 570,0              | [ LUBW 7 ]                                              |
| ≈ 38.409   | 2382-19400  | Diebholzbrunnen              | rechts   | 01,1       | ≈ 000,7   | Geislingen an der Steige, Wiesensteiger Straße/B 466        | ≈ 421,0                 | Geislingen, Friesenhalde O                                   | ≈ 565,0              | [ LUBW 7 ] [ LUBW 6 ]                                   |
| ≈ 36.303   | 2382-20000  | Eyb                          | rechts   | 12,8       | ≈ 116,5   | Geislingen, N-Rand                                          | ≈ 410,0                 | Böhmenkirch-Treffelhausen, S-Rand                            | ≈ 600,0              | mündet in die Fils-Kehre                                |
| ≈ 34.604   | 2382-32000  | Seetalbach                   | links    | 02,1       | ≈ 002,6   | Kuchen, Bad                                                 | ≈ 394,3                 | Bad Überkingen-Michelsberg, Abhang im O                      | ≈ 575,0              | kreuzt sich zuletzt mit dem Attenriedbach               |
| ≈ 34.557   | 2382-33120  | Attenriedbach                | links    | 01,9       | ≈ 002,2   | Kuchen, nach Bad                                            | ≈ 394,1                 | Geislingen-Altenstadt, W, unter Hohenhalde                   | ≈ 505,0              | kreuzt sich zuletzt mit dem Seetalbach                  |
| ≈ 33.661   | 2382-33140  | Tegelberggraben              | rechts   | 00,8       | ≈ 000,2   | Kuchen, Ringstraße/Staubstraße                              | ≈ 391,0                 | Kuchen, O Graben neben Wirtschaftsweg zum Pferch             | ≈ 468,0              | [ LUBW 7 ]                                              |
| ≈ 33.503   | 2382-33200  | Pferchgraben                 | rechts   | 01,1       | ≈ 001,1   | Kuchen, NO-Rand                                             | ≈ 390,1                 | Kuchen, NO, Pferch                                           | ≈ 478,0              | [ LUBW 7 ]                                              |
| ≈ 32.681   | 2382-33320  | Michelfeldbach               | links    | 01,2       | ≈ 000,4   | Kuchen, N-Saum                                              | ≈ 387,1                 | Kuchen, WNW, Schafenberg, Waldrand zum Michelfeld            | ≈ 460,0              | [ LUBW 7 ]                                              |
| ≈ 32.670   | 2382-33400  | Schafenberggraben            | links    | 00,8       | ≈ 000,2   | Kuchen, N, kurz vor Gemeindegrenze                          | ≈ 387,0                 | Kuchen, NW, Schafenberg                                      | ≈ 363,0              | [ LUBW 7 ]                                              |
| ≈ 32.577   | 2382-33600  | Beutelbach                   | rechts   | 00,7       | ≈ 000,4   | Kuchen, N, Grenze zu Gingen                                 | ≈ 386,0                 | Kuchen, N, Beuteltal                                         | ≈ 434,0              | [ LUBW 7 ]                                              |
| ≈ 31.888   | 2382-33800  | (Bach vom Strang)            | rechts   | 00,9       | ≈ 000,3   | Gingen an der Fils, S-Rand                                  | ≈ 382,0                 | Gingen, SO, Fuß des Hohenstein                               | ≈ 428,0              | [ LUBW 7 ]                                              |
| ≈ 31.242   | 2382-35200  | Schmaler Gassenbach          | rechts   | 01,2       | ≈ 000,6   | Gingen, kurz nach Filsbrücke                                | ≈ 378,0                 | Gingen. W-Unterhang Hohenstein                               | ≈ 483,0              | [ LUBW 7 ]                                              |
| ≈ 30.898   | 2382-36000  | Marrbach                     | rechts   | 02,9       | ≈ 002,5   | Gingen, ggü. Silcherstraße                                  | ≈ 376,0                 | Gingen, NO-Hang Hohenstein                                   | ≈ 544,4              | [ LUBW 10 ]                                             |
| ≈ 29.914   | 2382-37200  | Kaitobel(bach)               | rechts   | 01,3       | ≈ 000,7   | Gingen, NW-Ende                                             | ≈ 370,0                 | Donzdorf, W-Hang Marren                                      | ≈ 435,0              | [ LUBW 7 ]                                              |
| ≈ 29.145   | 2382-38000  | Barbarabach                  | links    | 06,0       | ≈ 007,7   | Süßen, Filsbrücke der B 466                                 | ≈ 379,0                 | Bad Überkingen, O-Hang Fränkel                               | ≈ 579,0              |                                                         |
| ≈ 28.638   | 2382-38000  | Krebsbach                    | rechts   | 02,8       | ≈ 001,2   | Süßen, O-Rand, Straße An der Lauter                         | ≈ 364,3                 | Donzdorf, NW-Hang Marren                                     | ≈ 510,0              | mit Oberlauf Hüblesbach                                 |
| ≈ 28.476   | 2382-40000  | Lauter                       | rechts   | 16,3       | ≈ 068,4   | Süßen, O-Rand, Lauterstraße                                 | ≈ 364,0                 | Schwäbisch Gmünd-Degenfeld, unterm Furtlepass                | ≈ 610,0              | [ LUBW 9 ]                                              |
| ≈ 27.917   | 2382-51120  | Eichenholzbach               | rechts   | 01,6       | ≈ 001,0   | Süßen, Brücke der Heidenheimer Straße                       | ≈ 361,1                 | Salach, SW der Burg Staufeneck im Eichholz                   | ≈ 415,0              | [ LUBW 7 ]                                              |
| ≈ 26.692   | 2382-51320  | Pfaffenhaldenbach            | rechts   | 01,4       | ≈ 000,7   | Salach, SO-Rand                                             | ≈ 352,0                 | Salach, an Steige zur Burg Staufeneck                        | ≈ 430,0              | [ LUBW 7 ]                                              |
| ≈ 25.566   | 2382-51400  | Dorfbach                     | rechts   | 02,6       | ≈ 001,3   | Salach, Ende der Friedrichstraße                            | ≈ 348,0                 | Salach-Kapfhöfe, Hang im O                                   | ≈ 495,0              | mit Oberlauf Braunhaldenbach                            |
| ≈ 24.655   | 2382-52000  | Schweinbach                  | links    | 06,4       | ≈ 007,0   | Eislingen/Fils, O-Rand                                      | ≈ 342,0                 | Gingen-Grünenberg, W-Hang                                    | ≈ 525,0              |                                                         |
| ≈ 23.507   | 2382-53200  | Unterbach                    | links    | 01,9       | ≈ 000,9   | Eislingen, vor Filsbrücke                                   | ≈ 336,0                 | Eislingen, N-Hang Riedwald                                   | ≈ 375,0              | [ LUBW 7 ]                                              |
| ≈ 22.254   | 2382-54000  | Krumm                        | rechts   | 12,6       | ≈ 029,7   | Eislingen, W, vor Filsbrücke Steinbeisstraße                | ≈ 329,0                 | Schwäbisch Gmünd-Rechberg (Schwäbisch Gmünd), S-Fuß Rechberg | ≈ 482,0              | [ LUBW 8 ]                                              |
| ≈ 22.084   | 2382-56000  | Weilerbach                   | links    | 09,5       | ≈ 018,2   | Eislingen, W, Filsbrücke Steinbeisstraße                    | ≈ 328,0                 | Bad Überkingen--Unterböhringen, SO-Hang Wasserberg           | ≈ 595,0              | [ LUBW 8 ]                                              |
| ≈ 21.449   | 2382-57200  | Steinenbach                  | rechts   | 02,2       | ≈ 001,3   | Göppingen-O, Ende Fabrikstraße, oh. 1. Wehr                 | ≈ 321,0                 | Göppingen, O, bei Alfons-Feifel-Straßen-Endring              | ≈ 373,0              | [ LUBW 7 ]                                              |
| ≈ 21.116   | 2382-57400  | Rossbach                     | rechts   | 04,7       | ≈ 003,5   | Göppingen-O, vor Voralbbahn-Brücke                          | ≈ 316,0                 | Göppingen, SW-Fuß Hörnle                                     | ≈ 490,0              | [ LUBW 7 ]                                              |
| ≈ 20.596   | 2382-58000  | Heubach                      | links    | 11,0       | ≈ 021,1   | Göppingen, Ende Maybachstraße                               | ≈ 315,0                 | Heiningen, O-Hang Sielenwang                                 | ≈ 620,0              | mit Oberlauf Eckbach und Mittellaufabschnitt Katzenbach |
| ≈ 19.095   | 2382-59200  | Brühlbach                    | rechts   | 02,2       | ≈ 002,1   | Göppingen, Bahnhof                                          | ≈ 311,0                 | Göppingen, N-Rand zum Oberholz                               | ≈ 370,0              | [ LUBW 7 ]                                              |
| ≈ 17.950   | 2382-59400  | Stozenbach                   | rechts   | 02,1       | ≈ 001,1   | Göppingen, Metzgerstraße                                    | ≈ 307,0                 | Göppingen. W-Rand Oberholz                                   | ≈ 377,0              | [ LUBW 7 ]                                              |
| ≈ 16.532   | 2382-60000  | Marbach                      | rechts   | 13,2       | ≈ 058,6   | Göppingen-Faurndau                                          | ≈ 303,0                 | Lorch-Hetzenhof                                              | ≈ 433,0              | [ LUBW 9 ]                                              |
| ≈ 16.220   | 2382-71200  | Silcherbächle                | rechts   | 00,5       | ≈ 000,5   | Göppingen-Faurndau                                          | ≈ 302,0                 | Göppingen-Faurndau, Panoramastraße                           | ≈ 325,0              | [ LUBW 7 ]                                              |
| ≈ 15.279   | 2382-72000  | Pfuhlbach                    | links    | 12,6       | ≈ 029,0   | Uhingen-O, obere Brücke der B 297                           | ≈ 298,0                 | Dürnau, unterer N-Hang Kornberg                              | ≈ 685,0              | nach anderem Oberlauf auch Heimbach                     |
| ≈ 14.300   | 2382-73200  | Blaubach                     | rechts   | 05,0       | ≈ 005,4   | Uhingen, ggü. Friedhof                                      | ≈ 295,0                 | Wangen, NW, Gemeindehaubuckel                                | ≈ 415,0              | mit Oberlauf Seebach                                    |
| ≈ 13.422   | 2382-73920  | Tobelbach                    | links    | 01,2       | ≈ 000,9   | Uhingen, Nach Filsbrücke Sparwieser Straße                  | ≈ 293,0                 | Uhingen-Charlottenhof, Ausfluss Charlottensee                | ≈ 363,0              | [ LUBW 7 ]                                              |
| ≈ 12.847   | 2382-74000  | Butzbach                     | links    | 16,5       | ≈ 029,2   | Uhingen-W, vor unterer Brücke der B 297                     | ≈ 288,0                 | Gruibingen, ONO des Boßlers neben A 8                        | ≈ 610,0              | mit Oberlauf Teufelslochbach                            |
| ≈ 12.600   | 2382-79122  | Unterlochbach                | rechts   | 01,9       | ≈ 002,4   | Uhingen, Johannesstraße/Kanalstraße                         | ≈ 287,0                 | Uhingen-Holzhausen, O-Rand                                   | ≈ 346,0              | mündet in den Bleichereikanal                           |
| ≈ 11.416   | 2382-79140  | Riedenbach                   | rechts   | 01,6       | ≈ 001,1   | Uhingen-W, Umspannwerk                                      | ≈ 283,0                 | Uhingen-Holzhausen, W, Eichhalde                             | ≈ 343,0              | durchläuft in der Filsaue den Epplesee                  |
| ≈ 11.311   | 2382-79160  | Rennenbach                   | links    | 00,6       | ≈ 000,4   | Uhingen-W, ggü. Umspannwerk                                 | ≈ 282,0                 | Ebersbach an der Fils-Bünzwangen, O-Rand                     | ≈ 344,0              | [ LUBW 7 ]                                              |
| ≈ 10.990   | 2382-80000  | Nassach                      | rechts   | 09,2       | ≈ 025,4   | Uhingen-W, Kläranlage                                       | ≈ 281,0                 | Schorndorf-Schlichten, NO                                    | ≈ 453,0              | mit Oberlauf Herrenbach                                 |
| ≈ 10.383   | 2382-91120  | Diegelsberger Bach           | rechts   | 00,7       | ≈ 000,4   | Ebersbach, O-Rand                                           | ≈ 280,0                 | Ebersbach-Diegelsberg, Hang im S                             | ≈ 331,0              | [ LUBW 7 ]                                              |
| ≈ 09.821   | 2382-91140  | Strutbach                    | rechts   | 01,8       | ≈ 001,1   | Ebersbach-O, Hans-Zinser-Straße                             | ≈ 278,0                 | Ebersbach-Krapfenreut, SO am Waldrand                        | ≈ 423,0              | [ LUBW 7 ]                                              |
| ≈ 09.599   | 2382-91200  | Bünzwanger Bach              | links    | 02,1       | ≈ 001,7   | Ebersbach, vor Filsbrücke Fabrikstraße                      | ≈ 277,0                 | Ebersbach-Bünzwangen, SSO                                    | ≈ 362,0              | [ LUBW 7 ]                                              |
| ≈ 09.448   | 2382-91320  | (Bach aus der Kroatenklinge) | rechts   | 01,1       | ≈ 000,4   | Ebersbach, Filsbrücke Fabrikstraße                          | ≈ 276,0                 | Ebersbach, N des Bads im Hart                                | ≈ 345,0              | [ LUBW 7 ]                                              |
| ≈ 08.440   | 2382-91400  | Sulpach                      | links    | 03,3       | ≈ 003,7   | Ebersbach, Filsbrücke Albstraße                             | ≈ 274,0                 | Albershausen, NW in Wald Hagenreute                          | ≈ 374,0              | mit Oberlauf in Allgäuerwiesenklinge                    |
| ≈ 08.319   | 2382-92000  | Ebersbach                    | rechts   | 03,3       | ≈ 004,0   | Ebersbach, vor Steg zum Gentenriedweg                       | ≈ 273,0                 | Ebersbach-Krapfenreut, NW im Steigenhau                      | ≈ 422,0              |                                                         |
| ≈ 07.433   | 2382-93120  | Hölzbach                     | links    | 01,0       | ≈ 000,3   | Eberbach, Siedlungsrand W                                   | ≈ 270,0                 | Ebersbach-Weiler ob der Fils, N                              | ≈ 337,0              | [ LUBW 7 ]                                              |
| ≈ 07.233   | 2382-93200  | Benfingbächle                | rechts   | 01,5       | ≈ 001,1   | Ebersbach, W-Rand                                           | ≈ 269,0                 | Ebersbach, NW im Brand                                       | ≈ 360,0              | mit Oberlauf in Allgäuerwiesenklinge                    |
| ≈ 06.462   | 2382-94000  | Kirnbach                     | rechts   | 05,3       | ≈ 007,3   | Ebersbach, Kläranlage                                       | ≈ 266,1                 | Lichtenwald-Thomashardt, O im Asang-Wald                     | ≈ 468,0              | mit Oberlauf Geigerbach                                 |
| ≈ 06.356   | 2382-95200  | Krebsbach                    | links    | 02,1       | ≈ 001,4   | Ebersbach-Weiler, NW                                        | ≈ 266,0                 | Ebersbach-Weiler, S                                          | ≈ 332,0              | [ LUBW 7 ]                                              |
| ≈ 06.188   | 2382-95400  | Engelsbach                   | rechts   | 01,7       | ≈ 001,0   | Reichenbach an der Fils, O, Gemarkungsgrenze                | ≈ 264,0                 | Lichtenwald, SO Wanderheim Schurwaldhaus                     | ≈ 365,0              | [ LUBW 7 ]                                              |
| ≈ 05.988   | 2382-95520  | Rinnenbach                   | rechts   | 00,8       | ≈ 000,3   | Reichenbach, O                                              | ≈ 263,0                 | Reichenbach, O, Waldrand des Bergteil                        | ≈ 340,0              | [ LUBW 7 ]                                              |
| ≈ 05.485   | 2382-95540  | Unterer Rinnenbach           | rechts   | 00,3       | ≈ 000,3   | Reichenbach, O                                              | ≈ 261,0                 | Reichenbach, O                                               | ≈ 293,0              | [ LUBW 7 ]                                              |
| ≈ 05.192   | 2382-95600  | Kuhnbach                     | links    | 01,1       | ≈ 001,1   | Reichenbach, O, 1. Filsbrücke der B 10                      | ≈ 260,0                 | Hochdorf-Ziegelhof, O-Rand Osterhau                          | ≈ 300,0              | [ LUBW 7 ]                                              |
| ≈ 04.785   | 2382-95800  | (Bach aus dem Schlat)        | links    | 01,1       | ≈ 000,9   | Reichenbach, Sportplätze am linken Filsufer                 | ≈ 259,0                 | Hochdorf-Ziegelhof, S-Rand                                   | ≈ 285,0              | [ LUBW 7 ]                                              |
| ≈ 04.322   | 2382-95920  | Probstbach                   | rechts   | 01,4       | ≈ 000,8   | Reichenbach, ggü. Kanalstraße                               | ≈ 258,0                 | Reichenbach, NO Danziger Straße im Wald Probst               | ≈ 360,0              | [ LUBW 7 ]                                              |
| ≈ 03.296   | 2382-96000  | Reichenbach                  | rechts   | 08,0       | ≈ 014,6   | Reichenbach, nach 2. Filsbrücke der B 10                    | ≈ 256,9                 | Baltmannsweiler-Hohengehren, NO, Rietwiesenhau               | ≈ 392,0              | ab Oberlauf Riedwiesenbach (!)                          |
| ≈ 03.063   | 2382-97200  | Lützelbach                   | rechts   | 05,4       | ≈ 008,4   | Reichenbach, vor Steg Hannestobelstraße                     | ≈ 255,4                 | Plochingen, Weißer Stein, O                                  | ≈ 408,0              | mit Oberlauf Schachenbach                               |
| ≈ 03.002   | 2382-97920  | Hannestobelbach              | rechts   | 01,9       | ≈ 001,1   | Reichenbach, nach Steg Hannestobelstraße                    | ≈ 255,3                 | Plochingen-Stumpenhof, NO-Rand                               | ≈ 385,0              |                                                         |
| ≈ 02.583   | 2382-98000  | Talbach                      | links    | 11,6       | ≈ 026,5   | Reichenbach, vor 3. Filsbrücke der B 10                     | ≈ 253,6                 | Hattenhofen, SW vor Oberholz                                 | ≈ 382,0              | mit Oberlauf Teufelslochbach                            |
| ≈ 02.073   | 2382-99200  | Kehlbach                     | links    | 01,8       | ≈ 001,3   | Hochdorf, NW, nach Filsbrücke L 1201                        | ≈ 252,0                 | Hochdorf, W                                                  | ≈ 322,0              | [ LUBW 7 ]                                              |
| ≈ 01.176   | 2382-99400  | Heßlenbach                   | links    | 00,8       | ≈ 000,8   | Wernau (Neckar), NO, Rand Rotenhau                          | ≈ 250,1                 | Wernau (Neckar), BO, Rotenhau                                | ≈ 308,0              | [ LUBW 7 ] [ LUBW 6 ]                                   |
| ≈ 0.000    | 2382-00000  | Fils                         | n. a.    | 62,9       | ≈ 706,9   | Plochingen                                                  | ≈ 248,3                 | Wiesensteig-Papiermühle, S, Hasental                         | ≈ 624,9              | ab Filsursprung                                         |

### LUBW
Amtliche Online-Gewässerkarte mit passendem Ausschnitt und den hier benutzten Layern: Karte des Laufs der Fils und ihres Einzugsgebietes
Allgemeiner Einstieg ohne Voreinstellungen und Layer: Daten- und Kartendienst der Landesanstalt für Umwelt Baden-Württemberg (LUBW) (Hinweise)
1. 1 2  Länge nach dem Layer Gewässernetz (AWGN).
2. ↑  Einzugsgebiet nach dem Layer Aggregierte Gebiete 04.
3. ↑  Gewässerkennzahl nach dem Layer Gewässernetz (AWGN).
4. 1 2  Einzugsgebiet nach dem Layer Basiseinzugsgebiet (AWGN).
5. 1 2 3 4  Höhe nach dem Höhenlinienbild auf dem Hintergrundlayer Topographische Karte.
6. 1 2 3 4 5 6 7 8 9  Höhe nach blauer Beschriftung auf dem Hintergrundlayer Topographische Karte.
7. 1 2 3 4 5 6 7 8 9 10 11 12 13 14 15 16 17 18 19 20 21 22 23 24 25 26 27 28 29 30 31 32 33 34 35 36 37 38 39 40 41 42 43 44 45 46 47  Einzugsgebiet abgemessen auf dem Hintergrundlayer Topographische Karte.
8. 1 2 3 4 5 6 7  Einzugsgebiet aufsummiert aus den Teileinzugsgebieten nach dem Layer Basiseinzugsgebiet (AWGN).
9. 1 2 3 4  Einzugsgebiet nach dem Layer Aggregierte Gebiete 05.
10. ↑  Höhe nach schwarzer Beschriftung auf dem Hintergrundlayer Topographische Karte.